# 독점로 (인천)

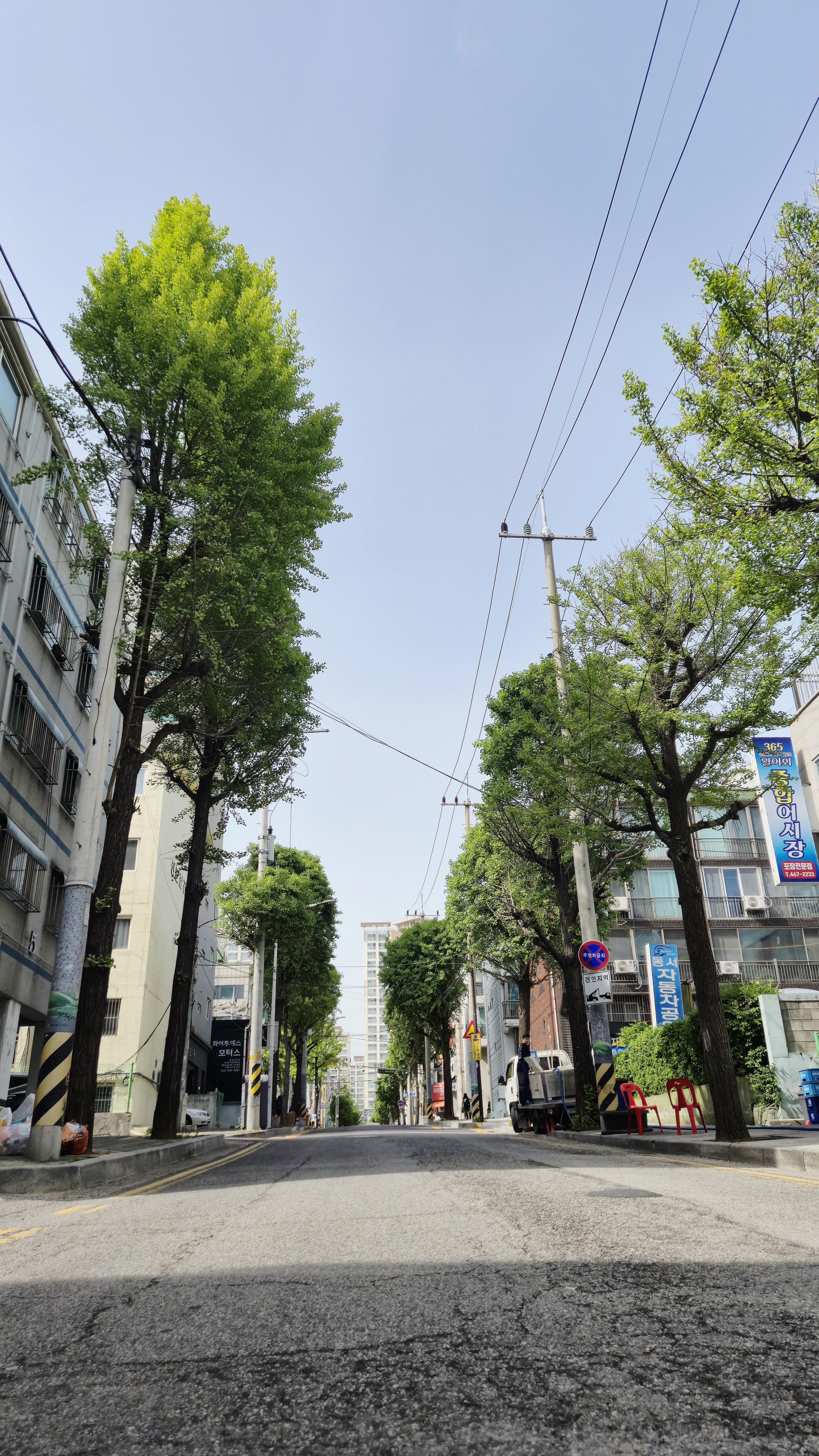
독점로 (2025년 05월경)

독점로는 인천광역시 남동구 구월동에 있는 도로이다. 구월동 1328을 기점으로 구월동 27을 종점으로 하는 0.36km(362m)의 짧은 도로이다. 짧은 도로이지만 이 도로를 통해서 가천대 길병원, 길병원 직원용 주차장 측을 진입하는 차량이 많아 출퇴근 통행량이 많이 있는 편이다.
독점로에는 길병원을 기준으로 우측에 의료재단의 건물과 약국, 주차장등이 배치된 편이다.

## 개요
독점로는 인주대로와 구월남로 사이의 세로로 난 짧은 도로이지만 독점로 인근의 가지번호 도로가 많은 편이다. 
독점로의 독점의 의미는 독을 굽던 가마터가 있었다는 지역의 유래를 인용하여 2009년 11월 16일에 제명 되었다.
다세대 및 다가구 주택이 많이 있고, 과거 구월1동 행정복지센터(과거 구월1동사무소, 현재 남동구생활문화센터)가 있던 위치기도 하다. 인주대로 사이로 판다아파트와 동남아파트의 개발과 함께 구월1동의 오래된 주민들이 사는 동네의 도로라고 볼 수 있다.
독점로 상단부에는 구월남로와 만나며, 구월힐스테이트1단지 아파트 정문이 있고, 하단부에는 인주대로와 만나며, 안스베이커리 구월본점이 존재하며 용천로 가지번호길들과 만나는 구간에는 BMW, 아우디, 메르세데스벤츠, 토요타, 렉서스 등 자동차 브랜드 영업점 거리가 나온다.
가지번호길로 분기된 도로는 독점로3번길, 독점로29번길, 독점로30번길이 존재한다.

## 사진

### 도로 및 시설물

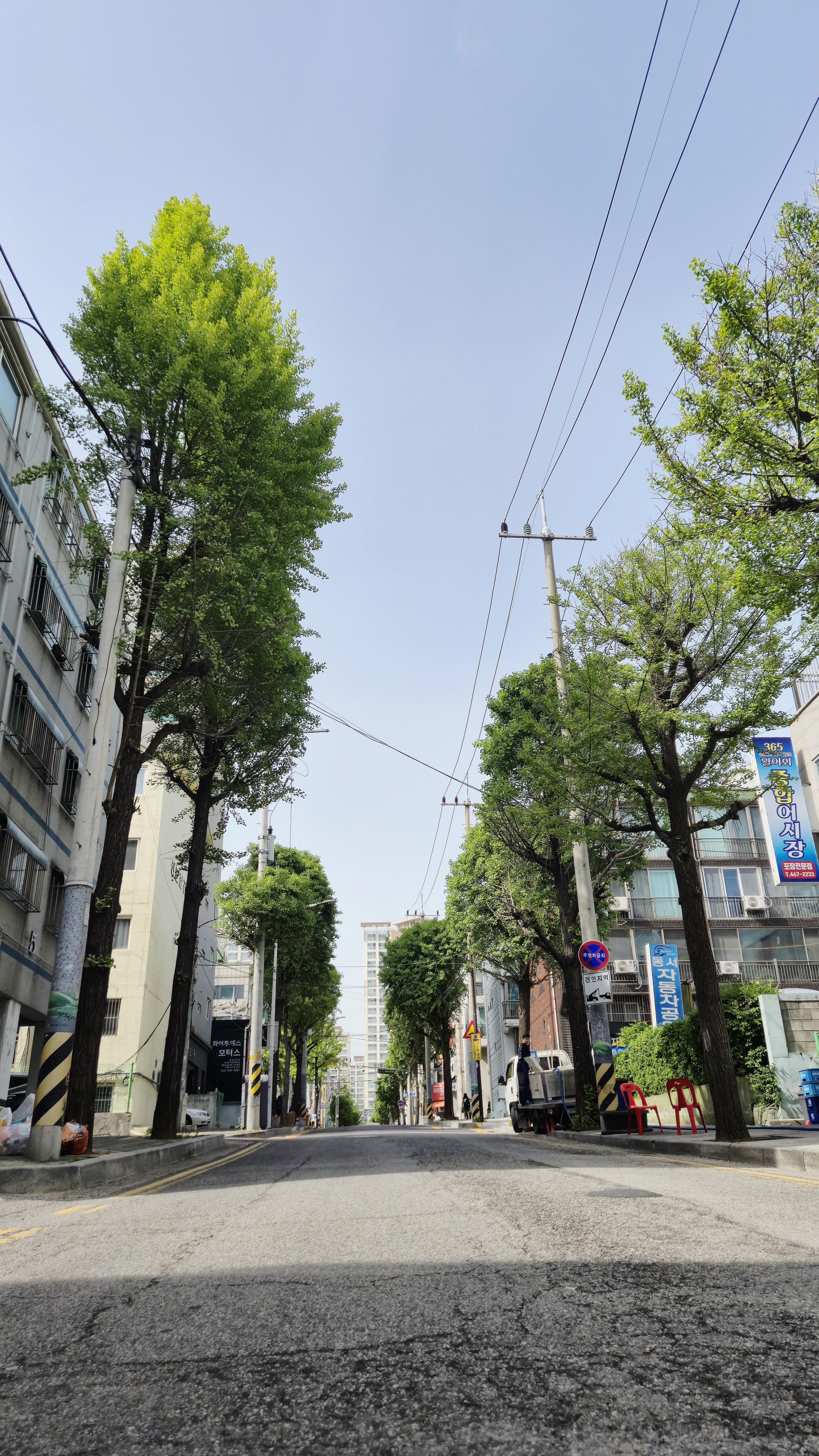
독점로 2025년 05월 풍경
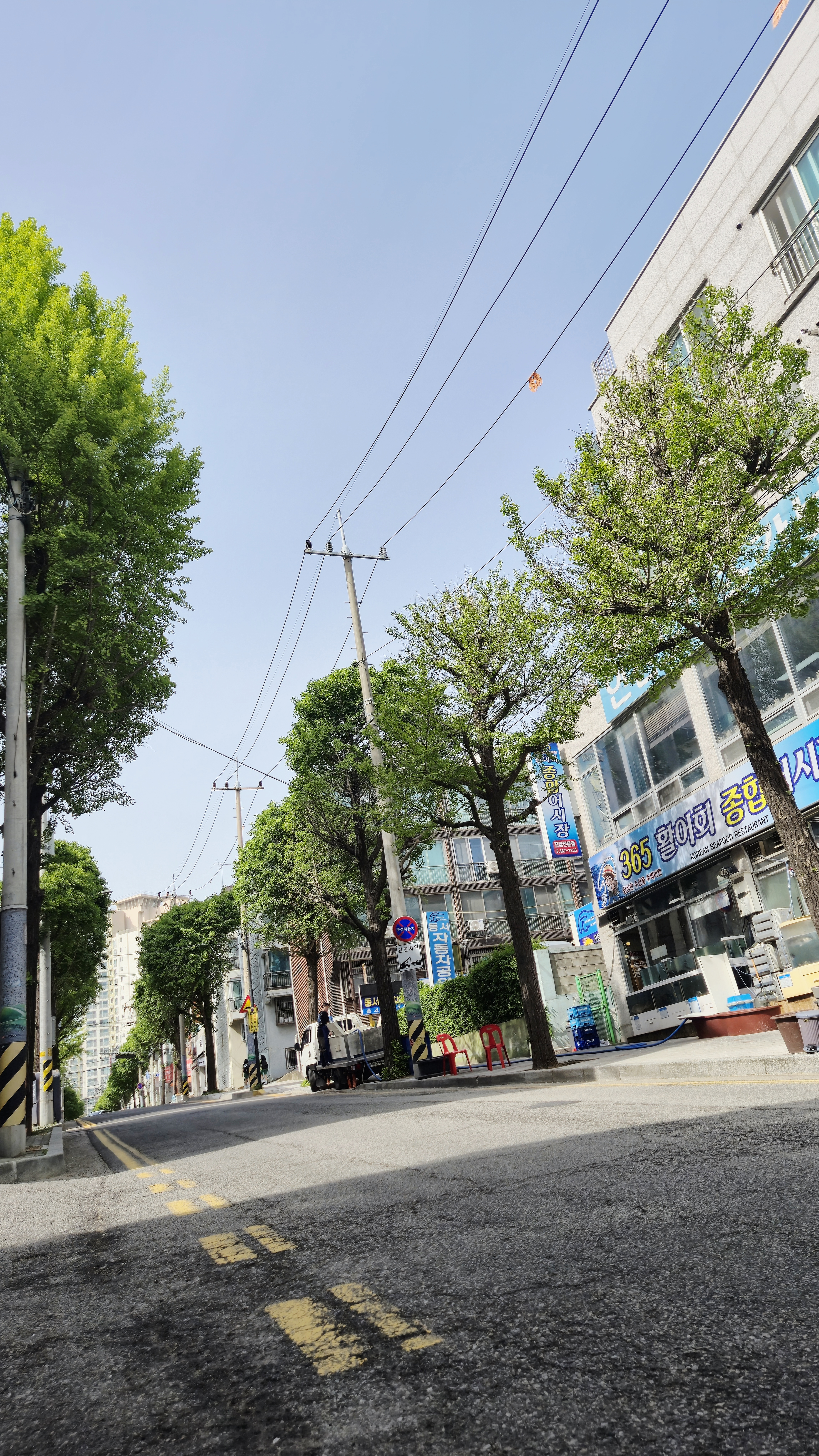
구월힐스테이트1단지 측면으로 구월남로 측으로 올라서는 구간
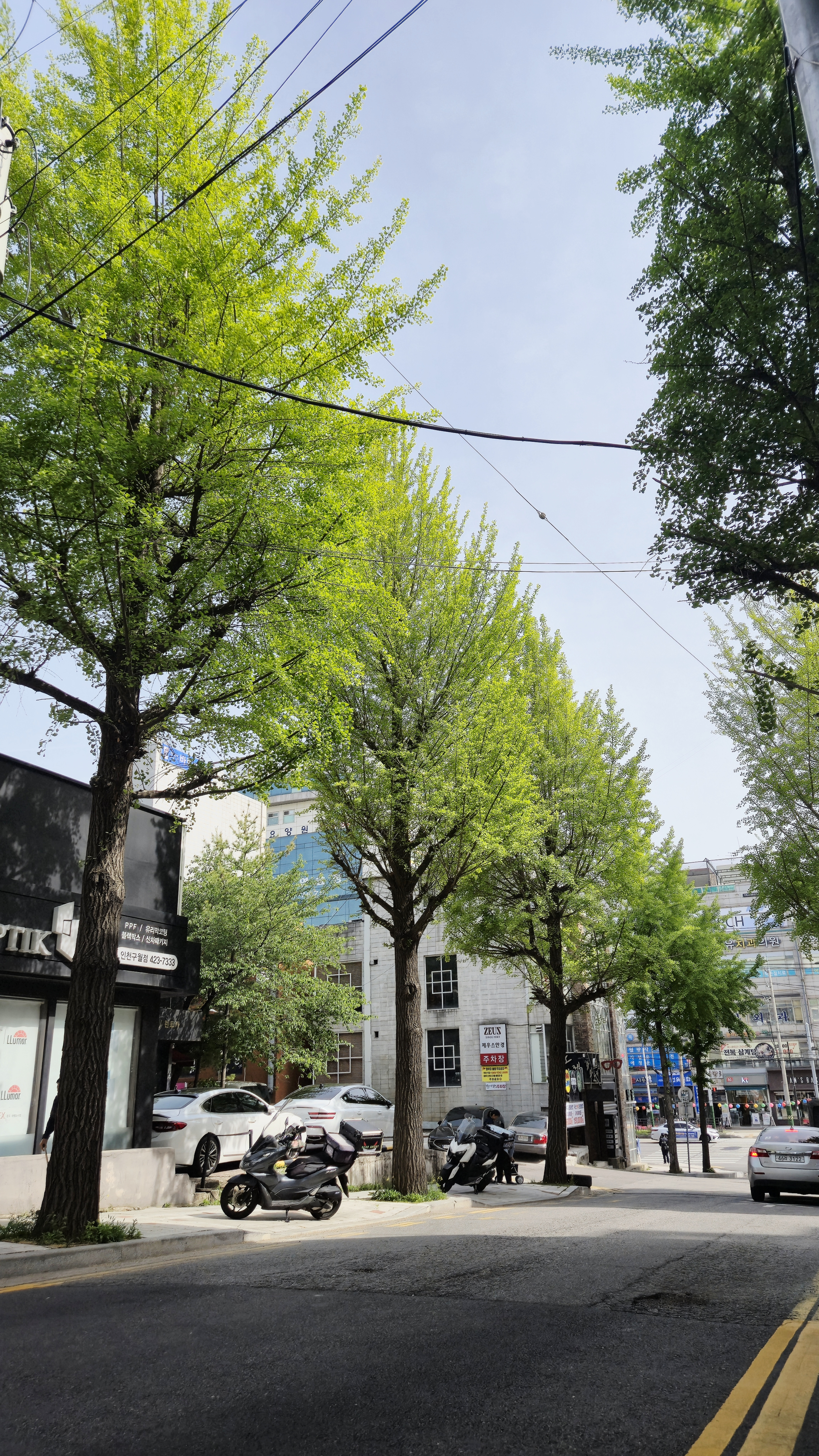
인주대로로 나가는 구간

### 건물 및 시설

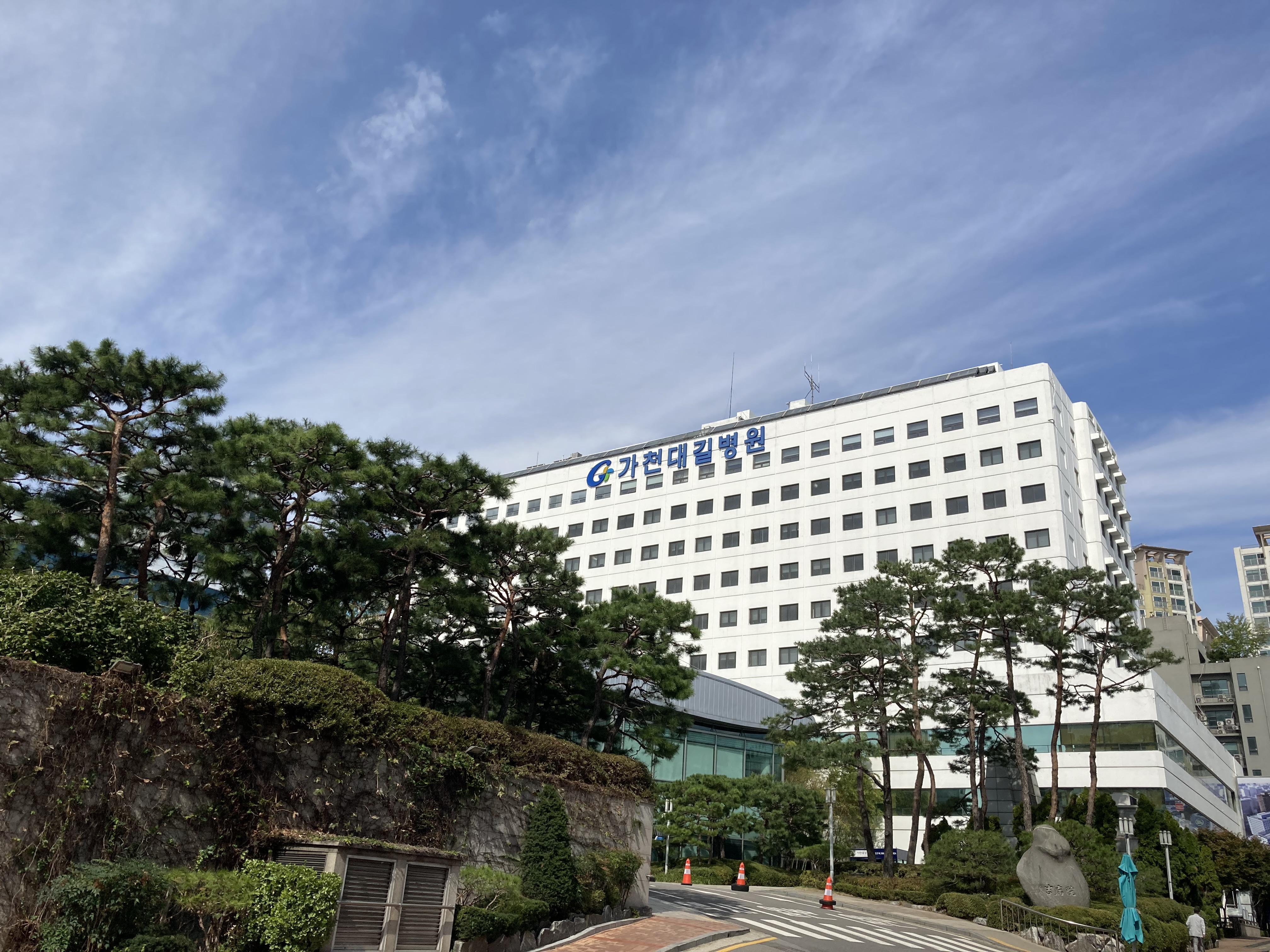
길병원 의료재단
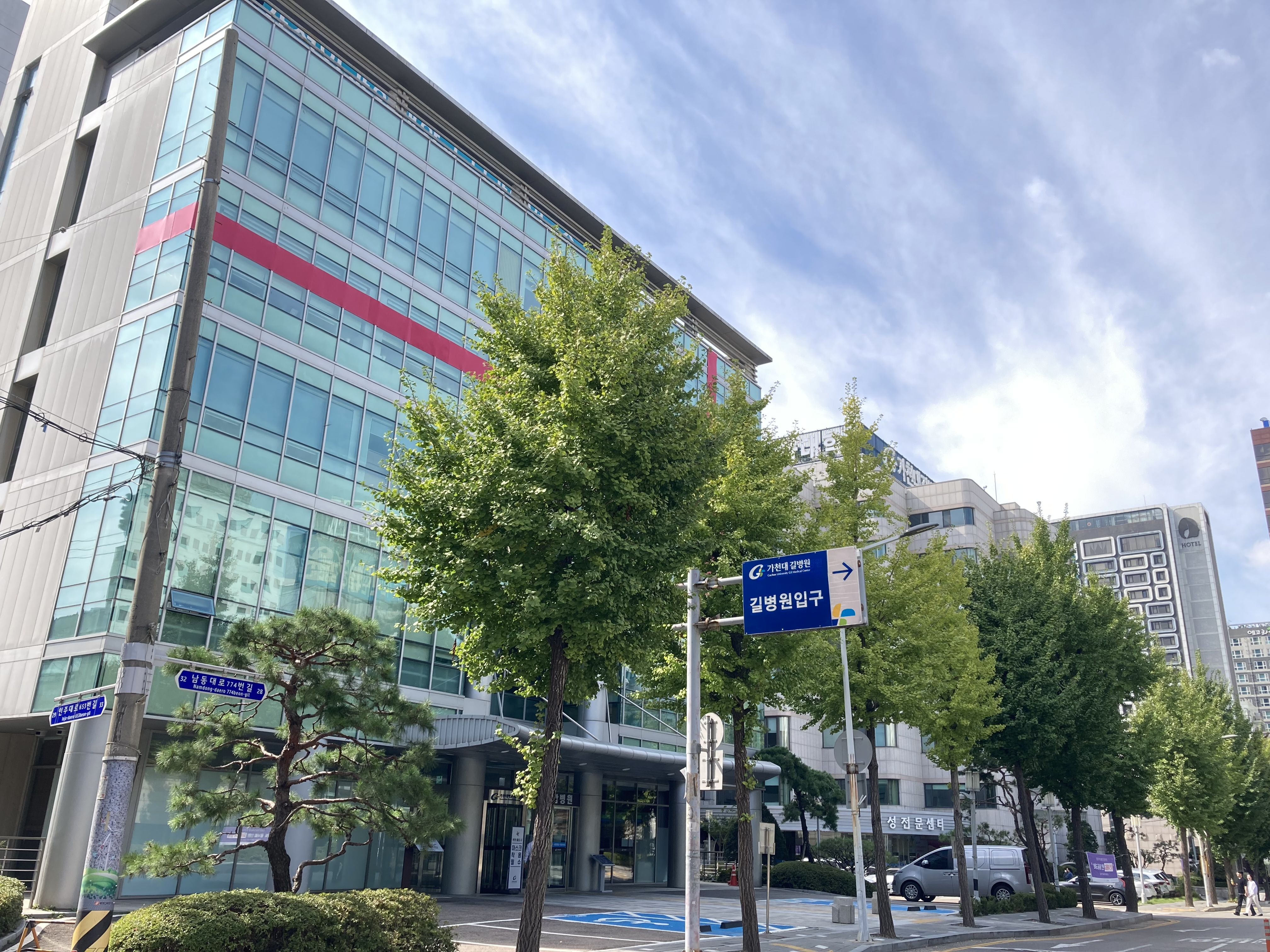
가천대길병원 여성암병원
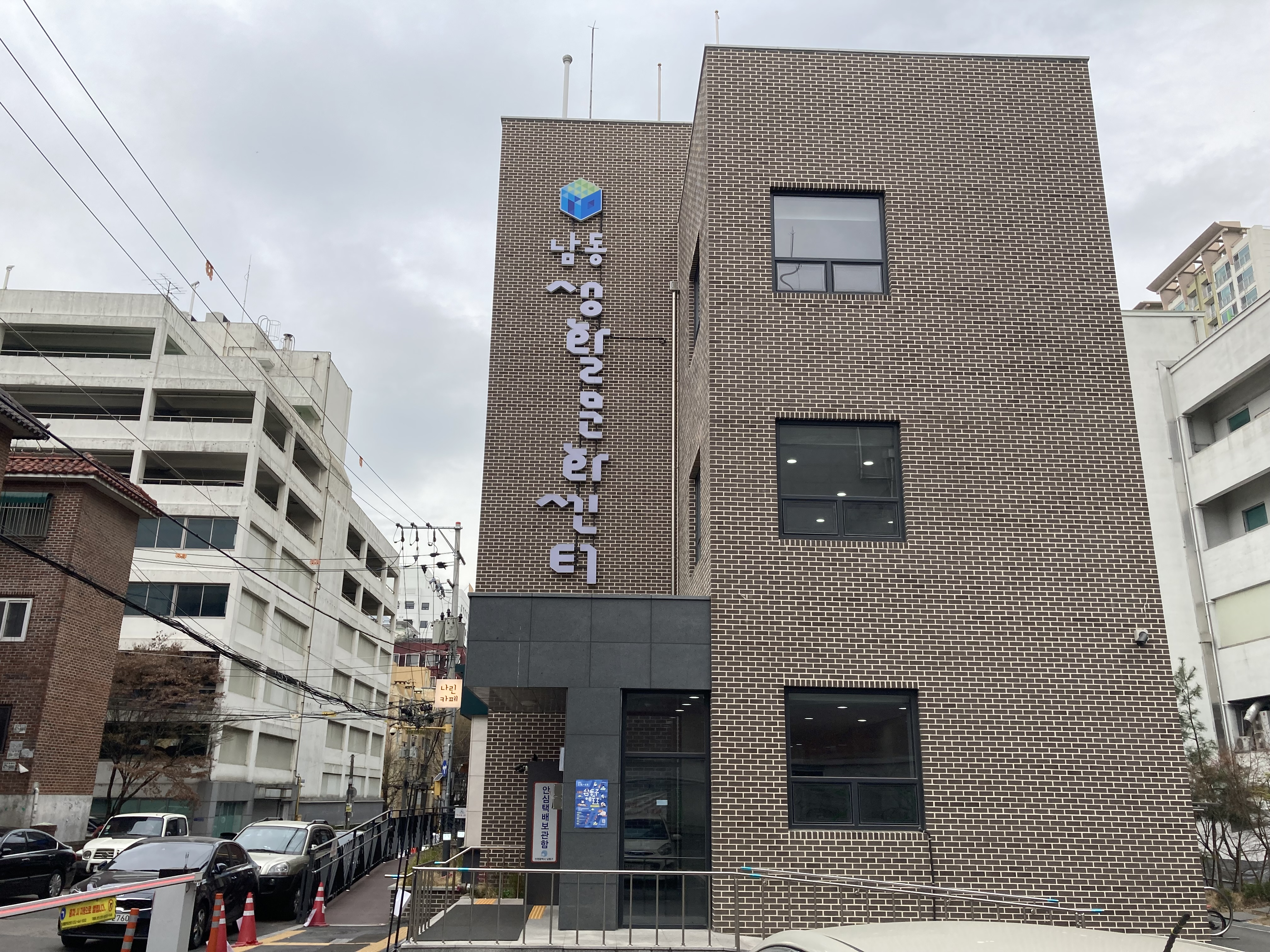
남동생활문화센터

## 주요 건물
- 길병원
- 조양시티프라자
- 단아랑한복인천점
- 길병원주차빌딩

## 인접한 도로
- 인주대로
- 구월남로
- 용천로